# Cristianesimo in Israele

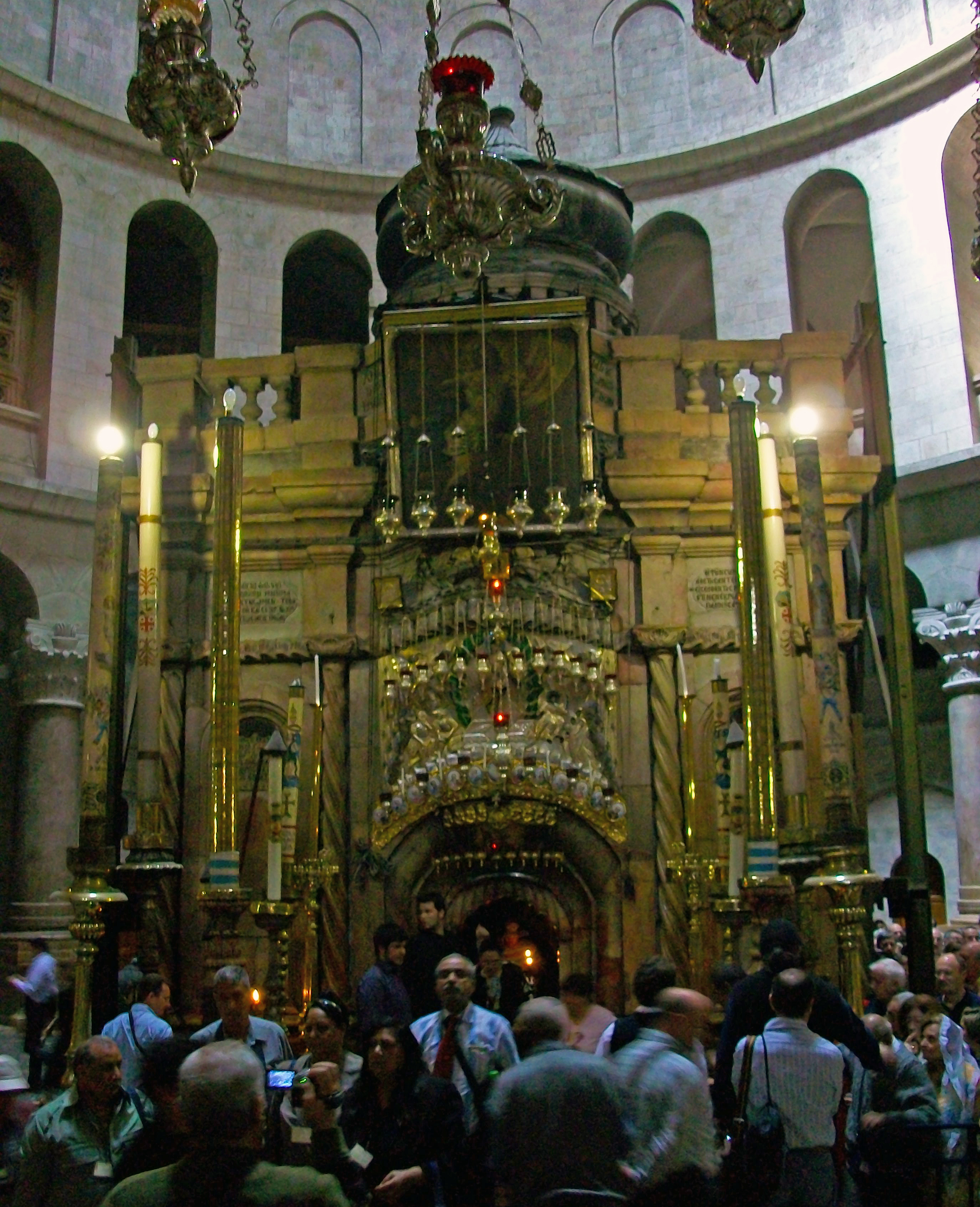
Interno della basilica del Santo Sepolcro a Gerusalemme.

Il cristianesimo in Israele è una delle religioni riconosciute dallo stato ed è praticato da più di 161.000 cittadini israeliani (circa il 2,1% della popolazione). Essi comprendono 127.000 arabi cristiani (per lo più ortodossi, così come melchiti e cattolici latini, con alcuni galileiani maroniti, copti e protestanti), circa 25.000 slavi cristiani provenienti dall'ex Unione Sovietica (della Chiesa ortodossa orientale) e più piccole minoranze di assiri e armeni. Un certo numero di israeliani pratica anche il giudaismo messianico - solitamente considerato una forma di giudeo-cristianesimo, con stime che ammontano a diverse migliaia di persone, ma il numero esatto di tale gruppo non è disponibile. Ci sono infine circa 300 cristiani che si sono convertiti dall'Islam secondo una stima del 2014, e la maggior parte di questi appartengono a diverse chiese protestanti ed evangeliche.
Circa l'80% dei residenti cristiani di Israele sono arabi cristiani, generalmente considerati parte dei palestinesi cristiani. Gli arabi cristiani sono uno dei gruppi più istruiti in Israele. Il quotidiano Maariv ha descritto il gruppo dei cristiani arabi come "il maggior successo nel sistema educativo del paese", in quanto proprio i cristiani arabi se la cavano meglio in termini di educazione, rispetto a qualsiasi altro gruppo che ha ricevuto una formazione in Israele. Alcuni, circa 25.000 (la maggior parte dei rimanenti) sono immigrati dall'ex Unione Sovietica assieme con parenti ebrei a causa di matrimoni misti.
Dieci chiese sono riconosciute ufficialmente sotto il sistema confessionale del paese, per l'auto-regolamentazione delle questioni di stato, come il matrimonio e il divorzio. Questi, oltre all'ebraismo, sono gli appartenenti alla Chiesa greco-ortodossa, ai melchiti (greco-cattolici), al cattolicesimo (di rito latino), alla Chiesa apostolica armena ortodossa, alla Chiesa cattolica armena, ai maroniti, alla Chiesa cattolica siriaca, alla Chiesa ortodossa siriaca ed alla Chiesa anglicana. La pratica della religione è comunque libera, e non vi è nessuna limitazione per le altre forme di cristianesimo e le altre religioni.